# Stor-Skränmåsören
Stor-Skränmåsören är en ö i Lule skärgård, cirka 500 meter från fastlandet på Hertsön. Ön är inte fast bebodd men har cirka 10 fritidshus.